# Sphenomorphus sabanus
Espèce
Sphenomorphus sabanus est une espèce de sauriens de la famille des Scincidae.

## Répartition
Cette espèce est endémique de Bornéo. Elle se rencontre au Sabah en Malaisie orientale et au Kalimantan en Indonésie.

## Étymologie
Cette espèce est nommée en référence au lieu de sa découverte : le Sabah.

## Publication originale
- Inger, 1958 : Three new skinks related to Sphenomorphus variegatus (Peters). Fieldiana, Zoology, vol. 39, no 24, p. 257-268 (texte intégral).